# 1984年8月逝世人物列表
1984年逝世人物列表：1月 - 2月 - 3月 - 4月 - 5月 - 6月 - 7月 - 8月 - 9月 - 10月 - 11月 - 12月
1984年8月逝世人物列表，是用於匯總1984年8月期間逝世人物的列表。

## 依日期排序

### 1日
- 理查·布希納，德裔瑞士經濟學家和經濟學家
- 沃爾特·埃維格，德國當地歷史學家和登記員
- 哈爾瑪·弗裡斯克，瑞典語言學家、語言學家和印歐語系學者
- 彼得·弗洛利希，德國政治家（KPD、SPD）和方言作家
- 約瑟夫·波拉切克，奧地利當地歷史學家
- 漢斯·維蒂奇，德國數學家

### 2日
- 基里諾·克利斯蒂亞尼，阿根廷動畫電影導演
- 漢斯·科爾夫斯霍滕，荷蘭政治家
- 尼亞茲·哈奇布約夫，亞塞拜然指揮

### 3日
- 維爾納·哈爾納格爾，德國考古學家
- 馬克斯·馬蒂斯，德國作家
- 阿爾弗雷多·梅多里，義大利電影導演和編劇
- 卡爾·帕金斯，美國政治家
- 約瑟夫·施塔德勒，德國政治家（SED）
- 弗拉基米尔·田德里亚科夫，俄羅斯作家

### 4日
- 郭潜，中華民國政治人物
- 唐纳德·约翰斯顿，美國賽艇運動員
- 赫爾穆特·馬內瓦爾，德國足球運動員
- 瑪麗·邁爾斯·明特，美國默片女演員
- 貝比·魯辛，美國爵士薩克斯管演奏家
- 喬治·維爾德菲爾，德國微生物學家和衛生學家
- 沃爾特·伯克，美國演員

### 5日
- 理查德·伯顿，英國演員。
- 恩斯特·弗裡森哈恩（Ernst Friesenhahn），德國憲法律師
- 魯道夫·哈格爾斯坦奇，德國作家
- 埃裡希·馮·德·海德，紐倫堡審判期間的德國農業科學家和被告
- 羅蘭·基比，美國編劇和製片人
- 羅伯特·里卡德，法國歷史學家、羅曼語語言學家和西班牙裔學者
- 格特魯德·薩維爾斯伯格，德國社會科學家和圖書館員
- Otto zu Stolberg-Wernigerode，德國歷史學家
- 赫塔蒂勒，德國女演員
- 圖茨華盛頓，美國藍調鋼琴家

### 6日
- 費爾南德·塔瓦諾，法國賽車手
- 喬·湯瑪斯，美國爵士音樂家

### 7日
- 安·克利斯蒂，比利時歌手和音樂劇演員
- 弗蘭克·弗洛伊德，美國藍調歌手、吉他手和口琴演奏家
- 埃絲特·菲力浦斯，美國歌手
- 馬丁·里茨曼，德國歌劇演唱家（男高音）

### 8日
- 方青儒，中華民國政治人物
- 理查·迪肯，美國演員
- 亞歷山大·多德特，羅馬天主教神職人員和神學家，教會法教授
- 維爾納·奧托·馮·亨蒂格，德國外交官
- 鄧尼斯·約翰斯頓，愛爾蘭劇作家和作家
- 海因茨·維爾納·凱策爾，德國神職人員，科隆大教堂教務長
- 弗拉基米爾·帕赫曼，捷克國際象棋作曲特級大師
- 威廉·里德（Wilhelm Rieder），德國外科醫生和大學講師

### 9日
- 沃爾特·特維斯，美國作家和編劇
- 阿諾德·舒爾特，德國神職人員和宗教教育家
- 阿道夫·托馬倫，德國農民和政治家（NSDAP），聯邦議院議員
- 卡爾·韋爾基施，德國精神治療師和神秘主義者
- 海因里希·沃爾夫，德國政治家（基民盟），聯邦議院議員

### 10日
- 陳啓天，中華民國教育社會學家、政治活動家
- 赫爾曼·格魯伯，奧地利農民和政治家（ÖVP），州議會議員
- 路德維希·波普爾，奧地利醫生

### 11日
- 馬塞爾·巴爾薩，法國賽車手
- 倫納德·布盧門撒爾，美國數學家
- 魯道夫·約翰斯，德國經濟學家
- 李维汉，中國政治家
- 珀西·梅菲爾德，美國節奏藍調音樂家
- 保羅·費利克斯·施密特，德國-波羅的海國際象棋大師
- 格哈德·施密茨，德國流體力學
- Alfred A. Knopf Sr.，美國出版商[1]

### 12日
- 萊尼·布勞（Lenny Breau），加拿大現代爵士吉他手
- 約瑟夫·威廉·豪瑟，德國政治家（基民盟），聯邦議院議員
- 米科拉斯·卡爾卡，立陶宛指揮家和作曲家，Panevėžys音樂劇院的創始人
- 沃爾夫·諾伊邁斯特，德國作家和編劇
- 阿里爾德·桑德沃爾德，挪威作曲家和管風琴家
- 戈特弗里德·舍弗（Gottfried Schäffer），德國藥劑師、市議員和區議員，後來成為帕紹的城市遺產守護者

### 13日
- 克萊德·庫克，澳大利亞演員
- 蒂格蘭·彼得羅相，喬治亞棋手
- 伊萬·薩佐諾維奇·科列斯尼琴科，俄羅斯軍人和政治家
- 阿爾貝托·盧波，義大利演員
- 威廉·尼古拉斯，美國政治家
- 斯蒂芬·懷特，奧地利電影作曲家、詞曲作者和流行歌曲作曲家

### 14日
- 沃爾夫岡·貝塞勒，德國鐵路工程師
- 丹尼尔·布隆伯格，美國電影和音響工程師
- 約翰·博因頓·普裡斯特利，英國作家

### 15日
- 威廉·布蘭特，德國公務員和杜塞爾多夫地區主席
- 沃爾特·德爾-內格羅，奧地利哲學家和地質學家
- 齊格弗裡德·埃格佈雷希特，德國新教神職人員
- 阿諾德·赫德利茨卡，奧地利法律學者
- 諾曼·佩蒂，美國音樂家、作曲家和製作人
- 赫伯特·斯潘根伯格，德國迷惘一代畫家
- 露絲·安德希爾，美國人類學家和作家

### 16日
- 魯道夫·哈默勒，奧地利紡織工程師、實業家和政治家（ÖVP），國民議會成員
- György Kósa，匈牙利作曲家
- 杜尚·拉多維奇，塞爾維亞作家

### 17日
- Arvo Niemelä，芬蘭摔跤手
- 哈米·尼克鬆，美國藍調音樂家
- 邱文玉，马来西亚柔佛州居銮名人，居銮中华中学第九任董事长

### 18日
- 烏爾里希·鮑姆加特納，奧地利文化經理兼總監
- 奧斯卡·哈格曼，德國畫家
- 埃米爾·漢特爾，德國護理人員，納粹奧斯威辛集中營的集中營工作人員

### 19日
- 路易斯·兰萨纳·贝阿沃吉，幾內亞政治家。
- 瑪麗安·貝絲，奧地利裔美國法律學者、社會學家和女權活動家
- 魯道夫·赫希，奧地利政治家（ÖVP），州議會議員
- 列萬·阿列克謝耶維奇·卡利亞耶夫，蘇聯短跑運動員
- 弗里茨·克蘭茲，德國演員、戲劇導演和戲劇導演
- 乔治·迈克尔，美國演員
- 唐·牛頓，美國漫畫家
- 维尔纳·佩纳（Werner Peiner），德國畫家
- 雨果·沃斯，德國政治家（SPD），聯邦議院議員

### 20日
- 海因里希·奧斯特曼，德國政治家（CDU）和明斯特（威斯特伐利亞）的Oberstadtdirektor
- 泰德·布朗，美國政治家
- 赫爾曼·羅弗，德國藝術史學家和環保主義者

### 21日
- 瑪麗亞·莫爾班，奧地利政治家
- 沃爾夫岡·施萊夫，德國電影剪輯師、電影導演和編劇
- 埃瓦爾德·斯普拉夫，德國地方政治家（社民黨）
- 卡爾·斯特羅布爾，奧地利神父和大學牧師的創始人

### 22日
- 安德列斯·阿倫卡斯特雷·古鐵雷斯，秘魯地主（hacendado），詩人和劇作家
- 貝特·馮·菲舍爾，瑞士外交官
- 赫爾曼·克羅帕切克，德國作曲家和指揮家
- 弗雷迪·斯蒂爾，美國拳擊手
- 瓦爾特·蘇柏，德國建築師和管風琴專家
- 菲力浦·蔡特勒，德國律師和市政官員
- 查理·福伊，美國演員[2]

### 23日
- 赫里伯特·費舍爾-蓋辛，德國畫家和製圖員
- 諾伯特·卡彭，德國演員和廣播劇解說員
- 安東尼奧·梅達，阿根廷探戈歌手

### 24日
- 弗朗茨·諾伊多弗，奧地利政治家（ÖVP），國民議會成員

### 25日
- 杜鲁门·卡波特，美國作家
- 维克托·丘卡林，俄羅斯奧運體操運動員
- 蔡苏娟，中國基督教佈道家、作家與知識女性，《暗室之后》的作者。
- 雅克·貝松，瑞士自行車手
- 魯道夫·哈姆斯，德國作家
- 韋特·霍伊特，美國棒球運動員
- 卡爾-海因茨·伊爾廷，德國哲學家和大學講師
- 萊因哈德·蘇倫，二戰中的德國海軍軍官、U艇指揮官
- 維克多·伊萬諾維奇·楚卡林，蘇聯藝術體操運動員

### 26日
- 倫納德·羅伯特·帕爾默，英國印歐語系學者和比較語言學家
- 勞倫斯·謝漢（Lawrence Shehan），美國神職人員，巴爾的摩大主教和羅馬天主教會紅衣主教
- 漢斯·圖格爾，德國演員、導演、廣播劇作家和作家

### 27日
- 奧古斯特·布魯斯，德國政治家（SPD），聯邦議院議員
- İhsan Şeref Dura，土耳其中將和政治家

### 28日
- 科拉多·安尼切利，義大利演員
- 赫伯特·埃伯斯巴赫，德國畫家
- 路德維希·霍普夫納，德國行政律師
- 希爾德加德·拉姆弗，美國分子生物學家
- 穆罕默德·纳吉布，埃及少將和政治家
- 威廉明·西夫克斯，低地德語的德國作家
- 查理斯·斯佩羅尼，義大利血統的美國浪漫主義和義大利主義者

### 29日
- 皮埃爾·傑馬耶勒，黎巴嫩政治家，卡塔布黨創始人
- 魯特·伯格倫德，瑞典歌劇和音樂會歌手，音域女中音和中音
- 皮娜·梅尼切利，義大利女演員
- 漢斯·裡姆，德國農業科學家，大學講師

### 30日
- 约翰·阿尔伯格，荷里活聲音技師
- 有吉佐和子，日本小說家。
- 漢斯·恩斯特，德國詩人
- 沃爾特·克裡斯曼（Walter Krysmann），德國軍官，東德NVA少將
- 阿曼多·德·拉塞爾達，葡萄牙日耳曼學家、羅曼語語言學家和語音學家
- 威廉·麥克米蘭，美國物理學家
- 埃米爾·紐曼，美國電影作曲家

### 31日
- 摩西·切爾尼亞克，以色列國際象棋大師
- 漢斯·戴克斯，荷蘭自行車手
- 卡洛·澤奇（Carlo Zecchi），義大利鋼琴家、指揮家和音樂教育家

### 日期不詳
- 海因茨·布赫霍爾茨（Heinz Buchholz），德國-瑞典畫家和平面藝術家
- 約翰·埃弗羅德，美國政治家
- 大衛·羅斯，澳大利亞外交官、軍官和航空專家